# Ассос
Ассос (Асс, др.-греч. Άσσος) — древний город в Троаде в Малой Азии, на побережье Эгейского моря. Руины расположены на территории современной деревни Бехрам (Бехрамкале) в районе Айваджык в иле Чанаккале.
Широко известен благодаря тому, что, после смерти Платона в 347 году до н. э. Аристотель вместе с Ксенокартом покидает Афины и отправляется в Троаду. Симпатизирующий Академии Гермий, тиран Атарнея поселяет их в городе Ассос, где Аристотель начинает преподавать в местной Академии. Аристотель стал ведущим философом и вместе с другими учеными сделал замечания по зоологии и биологии. Аристотель женится на дочери Гермия Пифиаде. В 344 году до н. э. Аристотель перебрался в Митилену на остров Лесбос. В 343 году до н. э. Аристотель по приглашению Филиппа II Македонского возвращается в Македонию. В Македонии Аристотель взялся за обучение сына Филиппа, Александра Великого. На входе в город есть современная статуя Аристотеля.
Ассос посещал Апостол Павел (Деян. 20:13).
Руины древнегреческого города обнаружены при раскопках в 1881—1883 гг. Джозефом Т. Кларком, Фрэнсисом Х. Бэконом, Робертом Кольдевеем.
При раскопках был сделан вывод о том, что изначально поселение находились в непосредственной близости от холма, где позже возведут акрополь (это подтверждает первоначальное расположение стен). Затем, во времена эолийской колонизации город значительно вырос, были перенесены и стены. Позже стены ещё неоднократно перестраивались, в том числе по причине персидского нашествия. Во времена римского владычества город расцветает в экономическом плане — фиксируется крупная рыночная площадь.
Профессор Орсан Оймен, базируясь на факте, что Аристотель основал философскую школу в Ассосе в 347 году до нашей эры, организовал в 2000 году философские симпозиумы, которые он назвал "Философия в Ассосе". С тех пор эти симпозиумы проводятся дважды в год: один в феврале на турецком языке, другой в июле - на английском. "Философия в Ассос", помимо привлечения значительного внимания академических философских кругов по всему миру, способствовали признанию Ассос среди туристов <

## География
Город находится в южной части Троады на побережье пролива Муселим Эгейского моря. Именно такое выгодное положение города сделало Ассос ключевым портом Троады. В радиусе 80 километров не было ни одной хорошей гавани.
Большую часть окрестностей города можно увидеть находясь у храма Афины, который построен на вершине трахитовой скалы. Отсюда, при хорошей видимости можно увидеть Лесбос на юге, Пергам на юго-востоке и гору Ида. На северо-западе находятся остатки от ворот в виде двух сохранившихся столбов, которые некогда являлись воротами в город.

## История

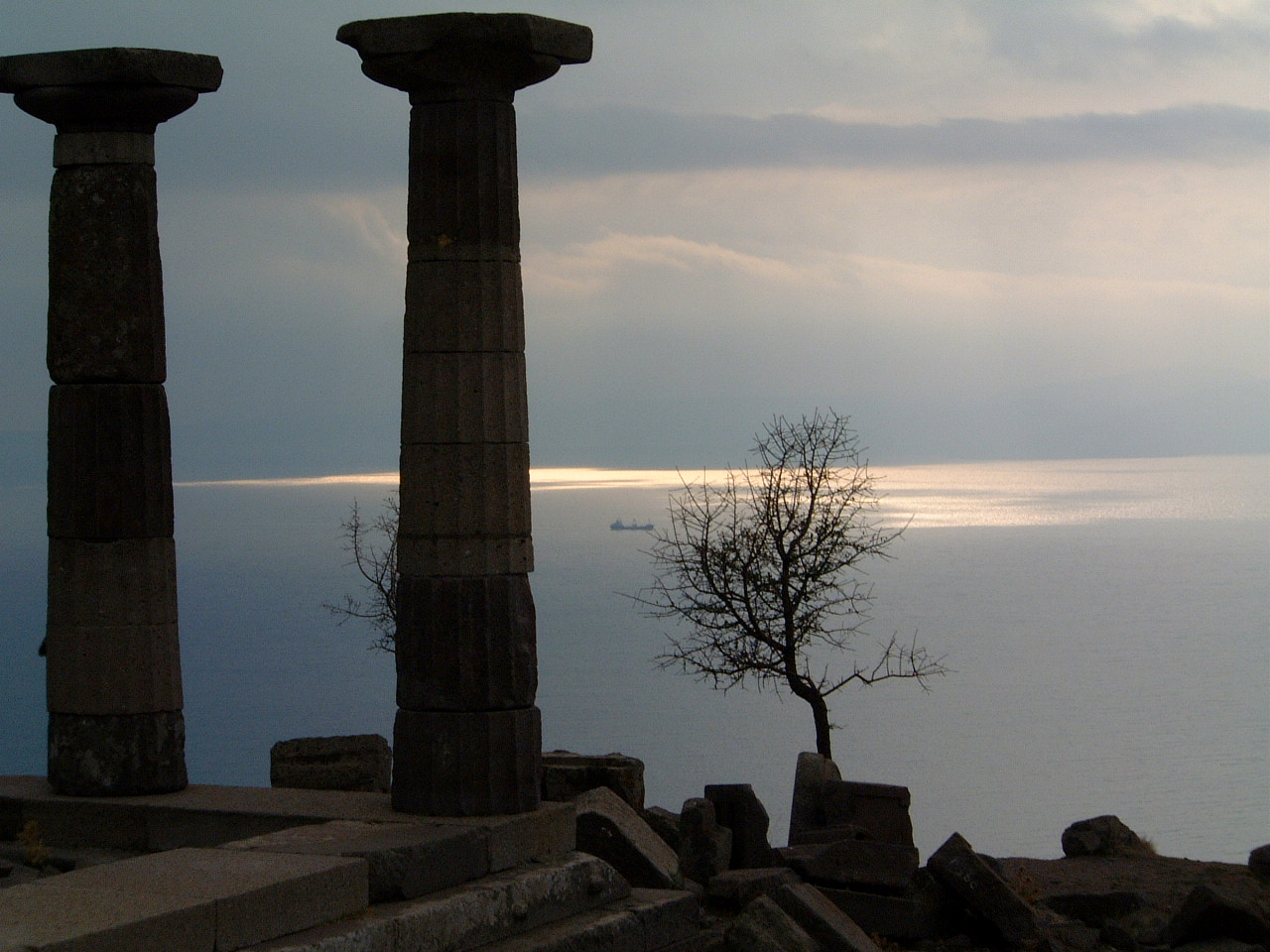
Храм Афины на закате

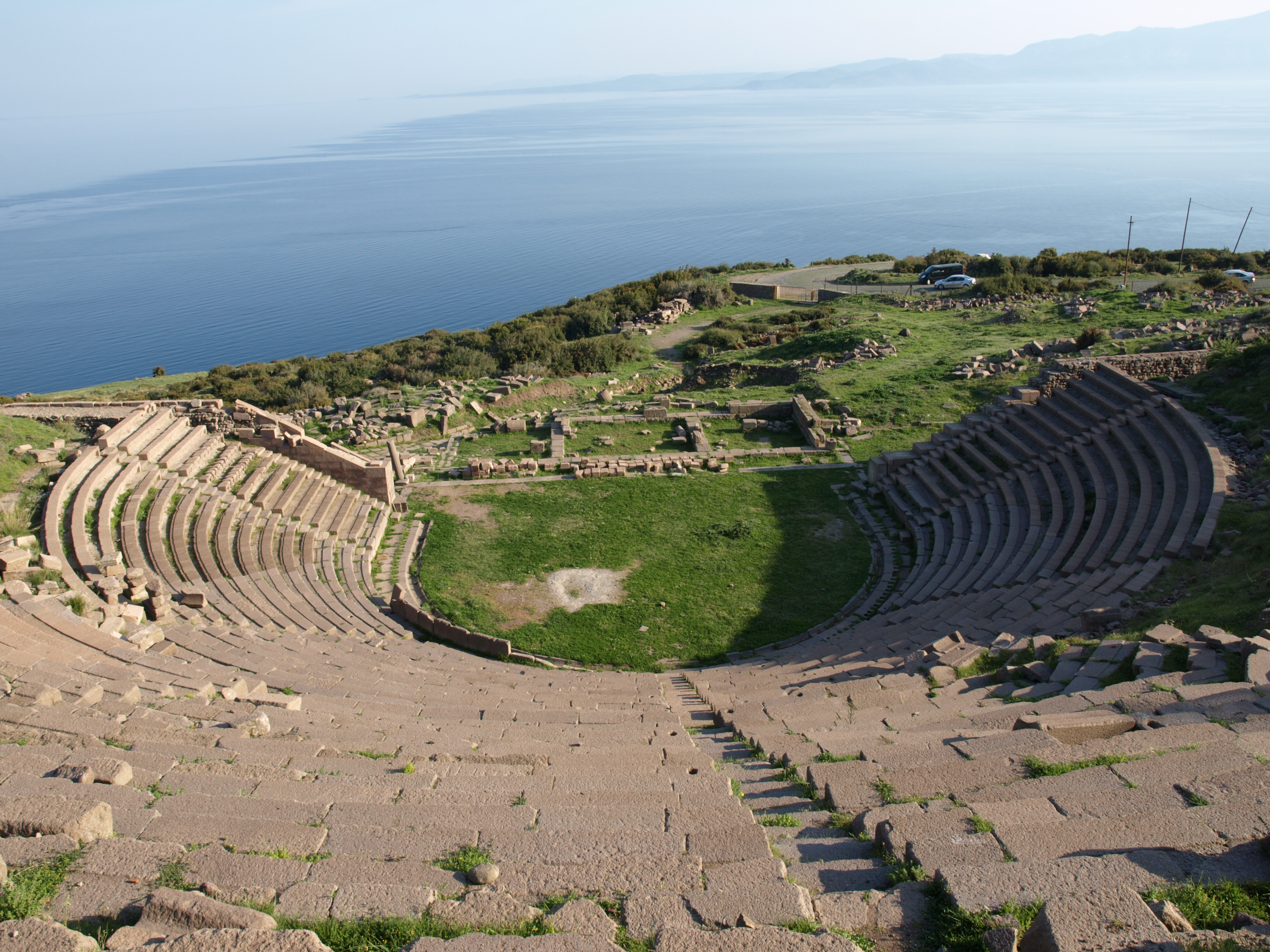
Античный театр в Ассосе

Основание города относят к X веку до н. э. и приписывают его одному из основных древнегреческих племён — эолийцам, которые пришли из Митгимны на острове Лесбос. Поселенцы в 530 году до н. э. построили храм Афины на вершине скалы.
На время правления тирана Гермия приходится наивысший расцвет Ассоса. В этот период его население могло доходить до 15 тысяч человек.
Планируя своё вторжение во Фракию и Персию, Филипп Македонский видел в Гермии перспективного союзника, так как Филиппу нужен был исходный пункт для вторжения. Владения Гермия идеально подхоили на эту роль.
В связи со смертью Платона и усилении Македонии, Аристотель, в 347 году до н. э., отправляется в Малую Азию. Здесь, Аристотель и Ксенократ, получив приём, начинают налаживать связи между Гермием и Филиппом. Влияние Аристотеля на Гермия ослабило деспотические тенденции в правлении, которое затем перешло в русло Платоновских идей.
Расцвет Ассоса заканчивается в 341 году до н. э., когда город был захвачен Артаксерксом III.
В 334 году до н. э. город оказался под властью Александра Македонского, который изгнал персов из Ассоса.
В период между 241 и 133 гг. до н. э. город находился под властью правителей Пергама. Однако в 133 году до н. э. Ассос был поглощён Римом.
Посещение Ассоса Апостолом Павлом относят к его третьему миссионерскому путешествию по Малой Азии (53 — 57 н. э.).
С I века н. э. Ассос постепенно теряет свой статус, гавань утрачивает значение. Ассос превращается в небольшое поселение.
В начале XX века была предпринята попытка вывезти содержимое храма Афины в музеи. Многие из предметов искусства, которые включают в себя изображения мифических существ, были помещены в Лувр.

## Наши дни
Многие древние сооружения на сегодняшний день лежат в руинах. На городском акрополе (238 м над уровнем моря) находятся остатки храма Афины, который восходит к 530 году до н. э. До нас дошли лишь 6 из 38 первоначальных колонн. Западнее Акрополя находится хорошо сохранившаяся стена IV века до н. э. с воротами, по обеим сторонам которых находятся две 14-метровых башни.
К северо-востоку от ворот находится гимнасий II века до н. э. К югу, ближе к морю, располагается построенный в III веке до н. э. театр, рассчитанный на 5000 зрителей.
Особенно интересным представляется здание, находящееся вблизи агоры. Это одна из немногих известных греческих ванн. Четырёхэтажное здание состояло из огромного зала с 26 камерами. Выше находился бассейн для приёма воды, окружённый каменными перемычками так, что он был не виден с рыночной площади. Из этого бассейна вода попадала вниз. Был и ещё один резервуар для приёма воды.

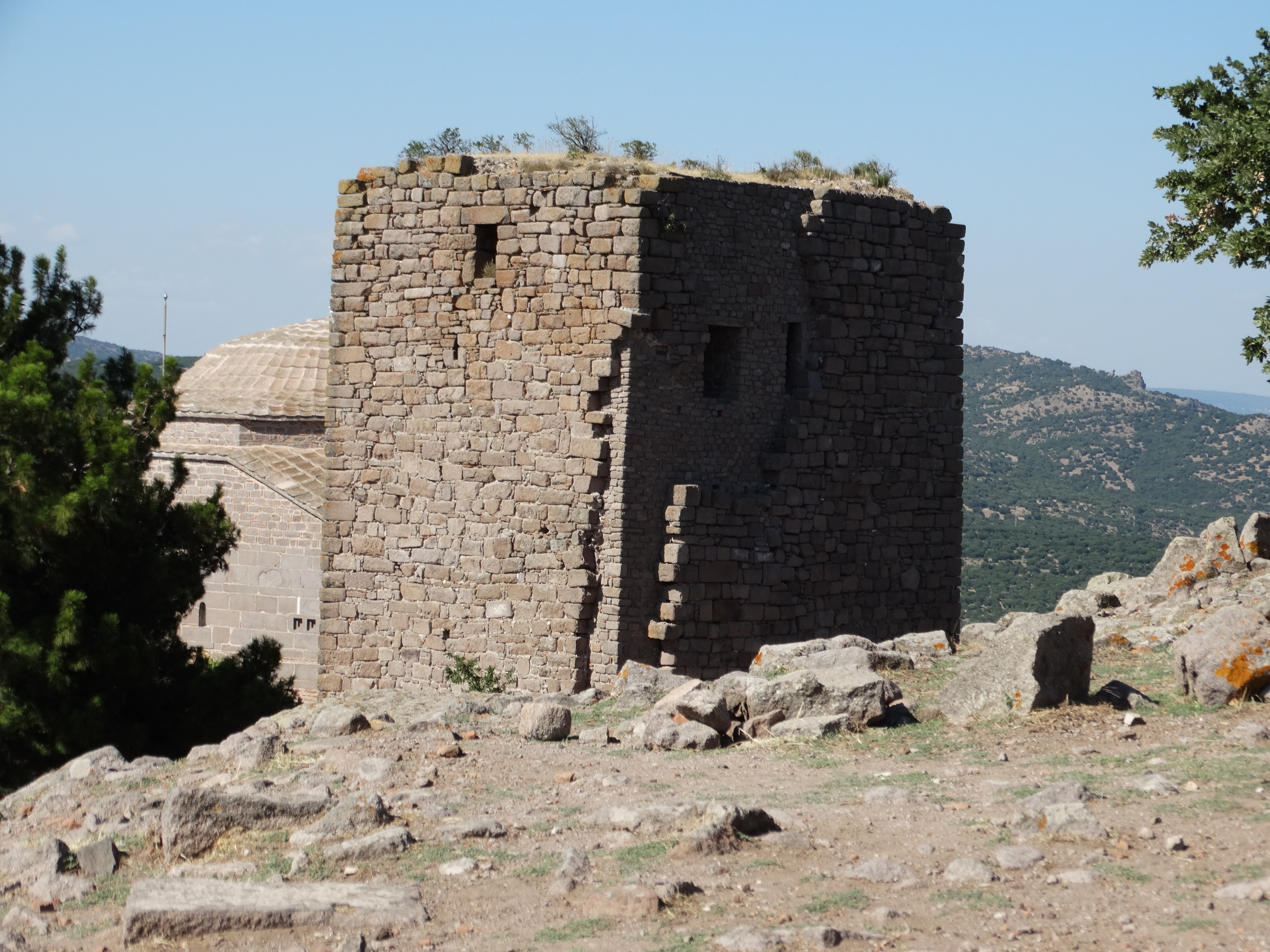
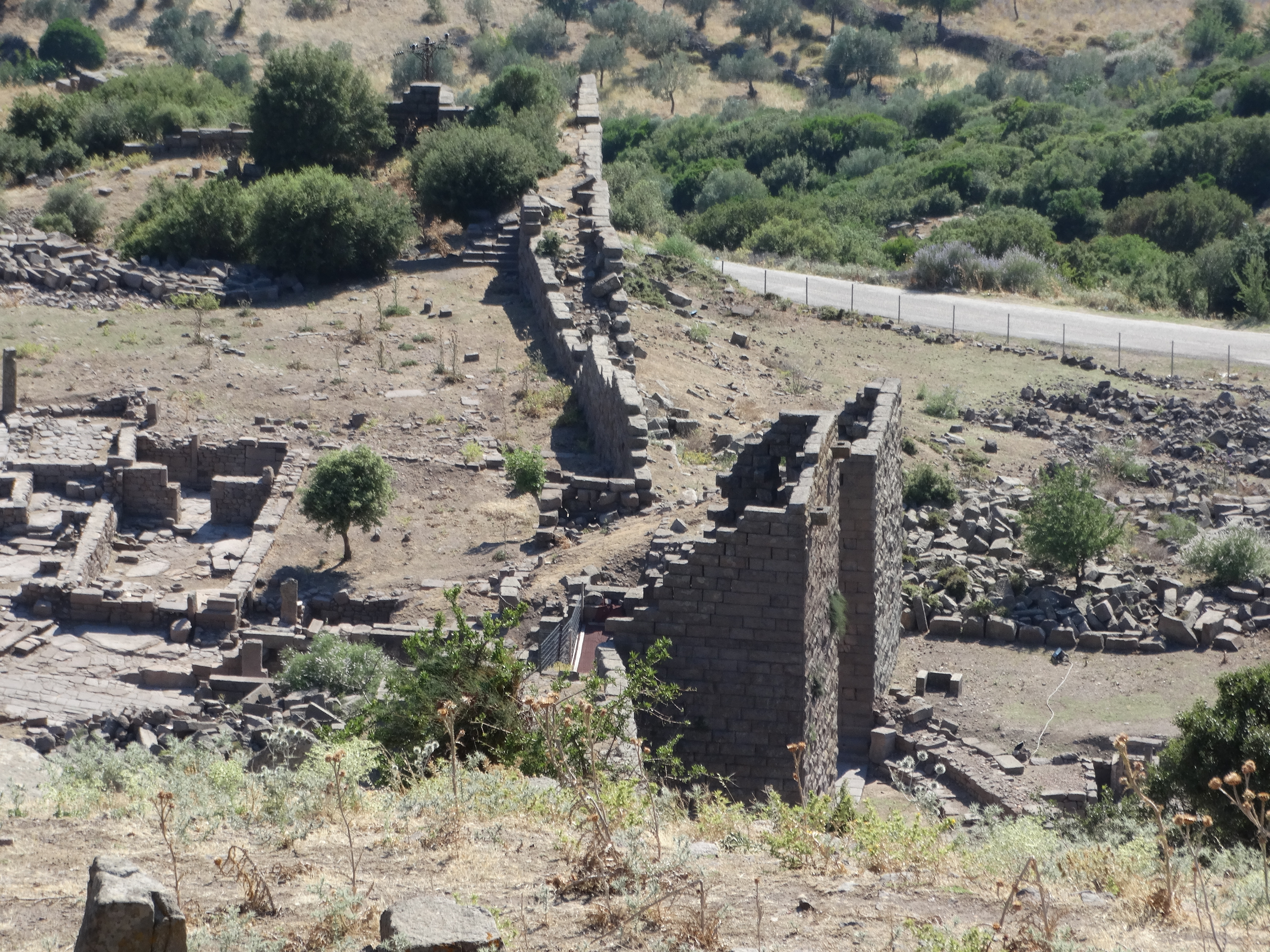
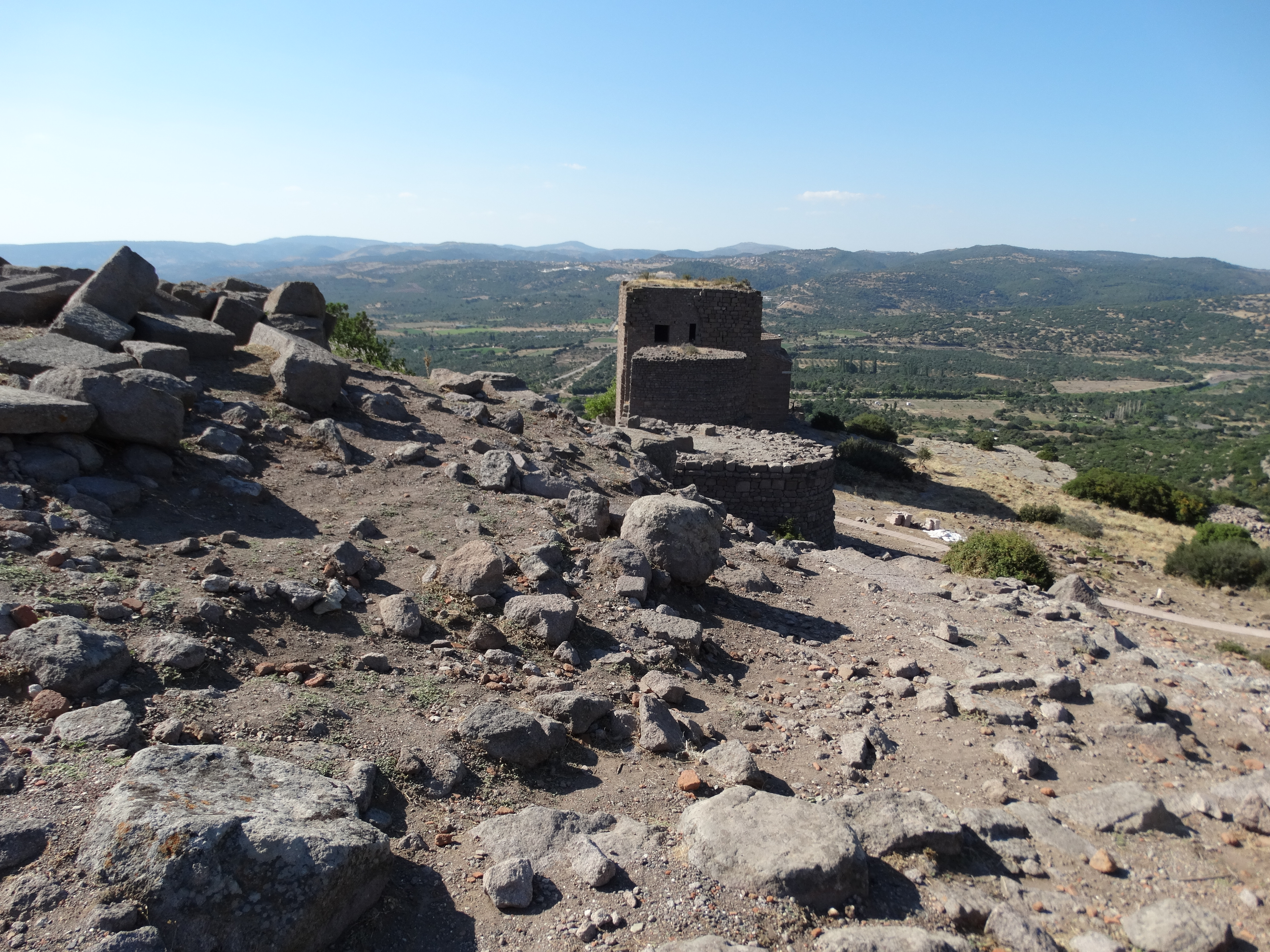
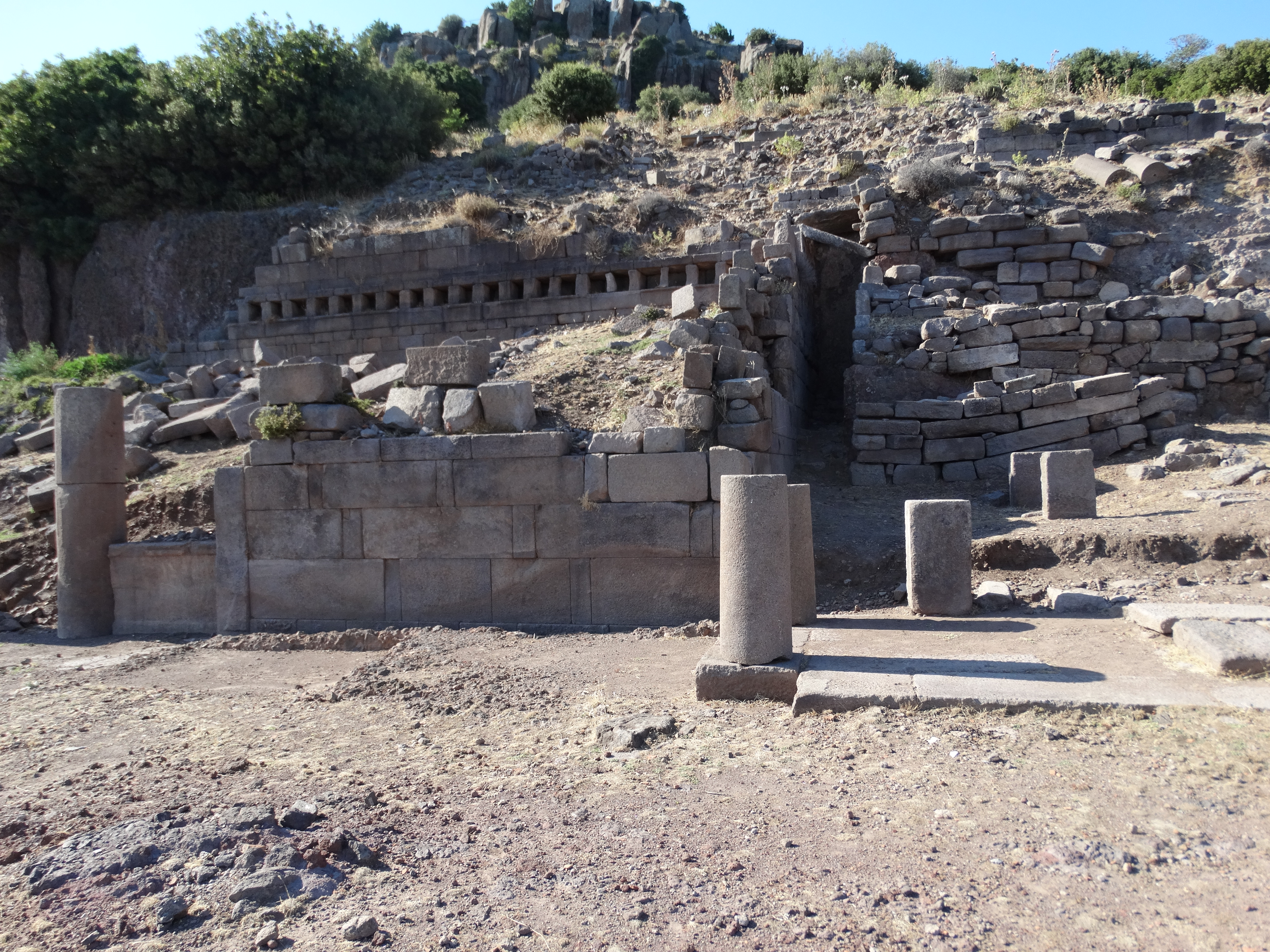
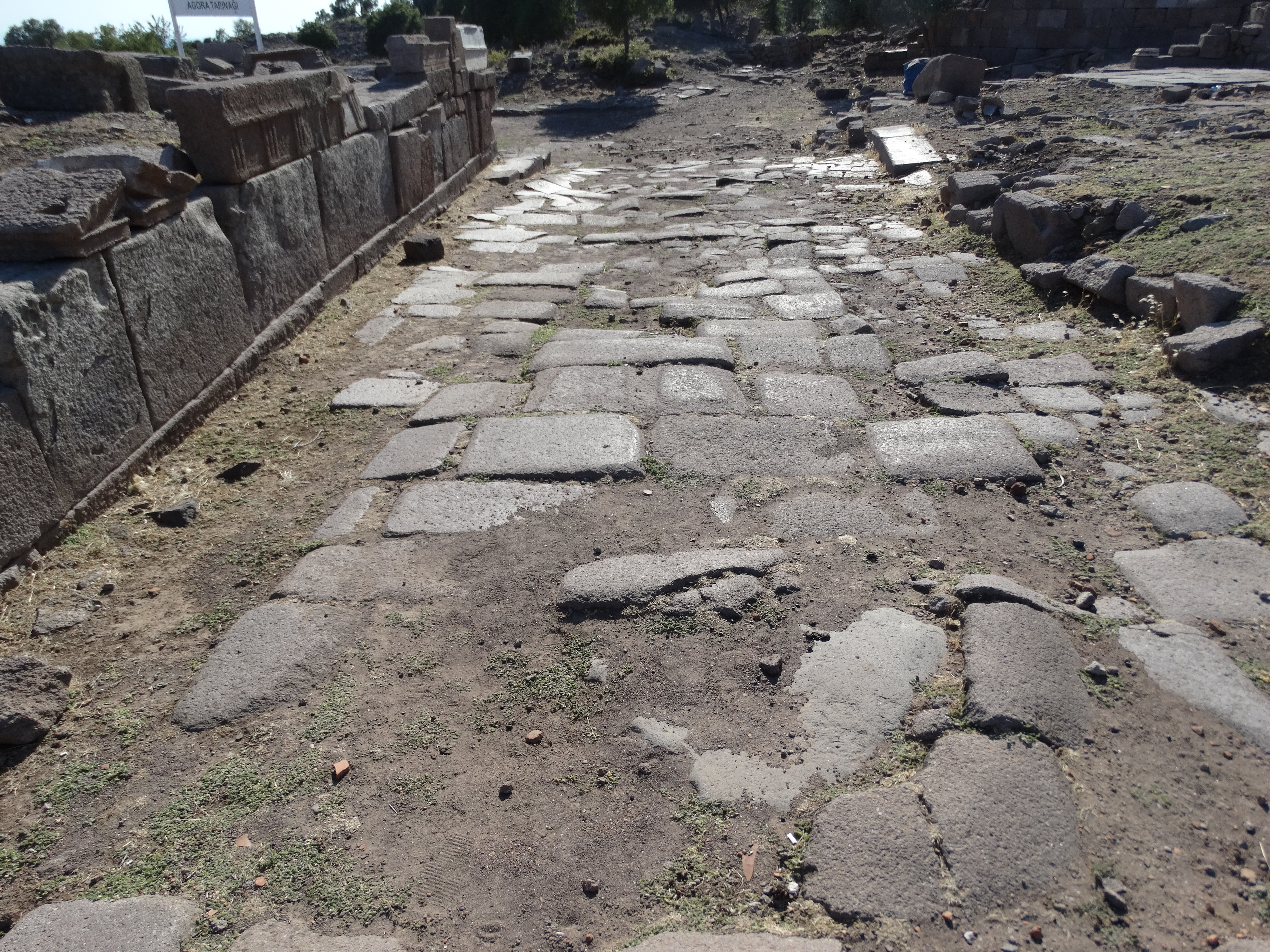
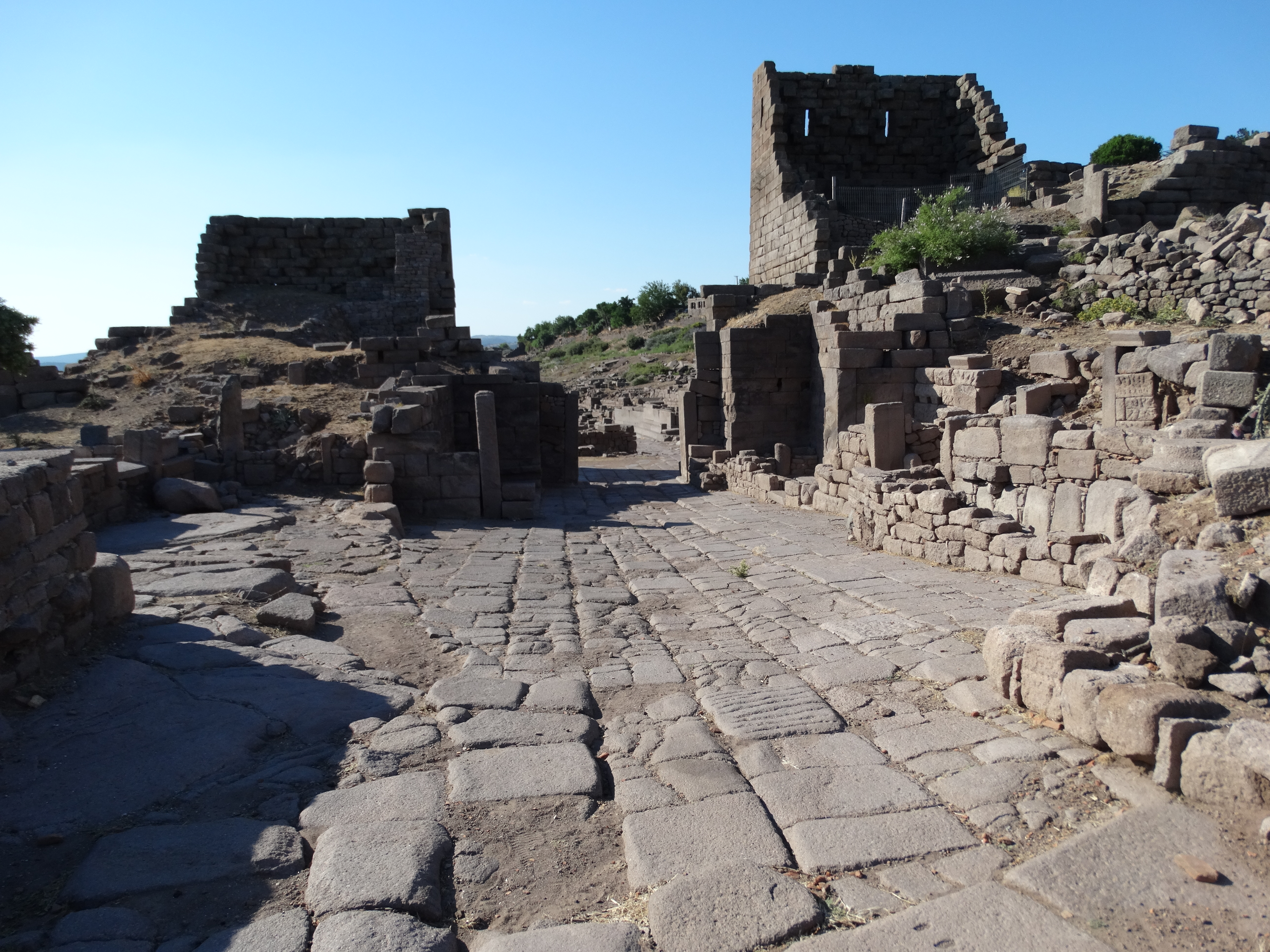
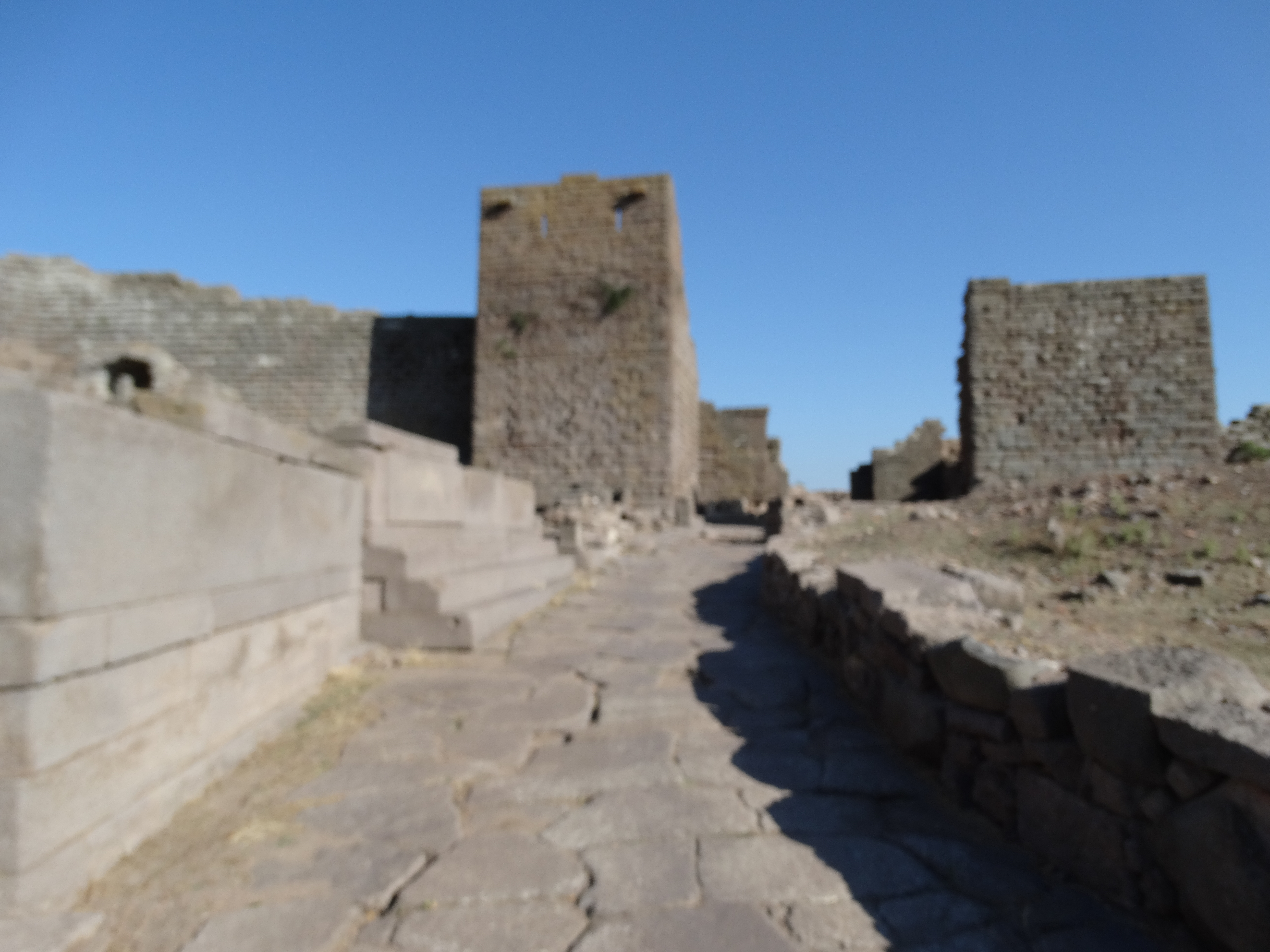
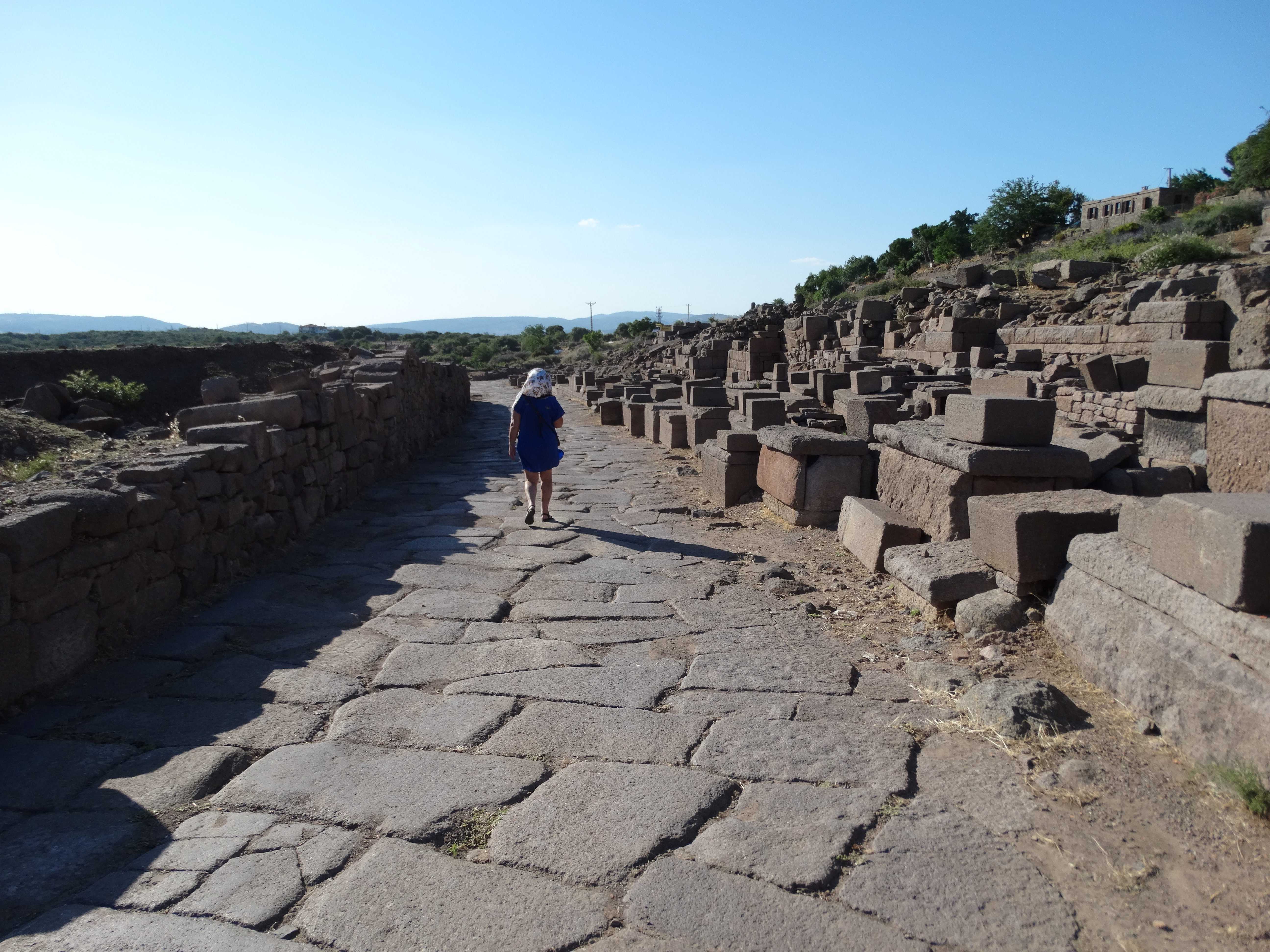
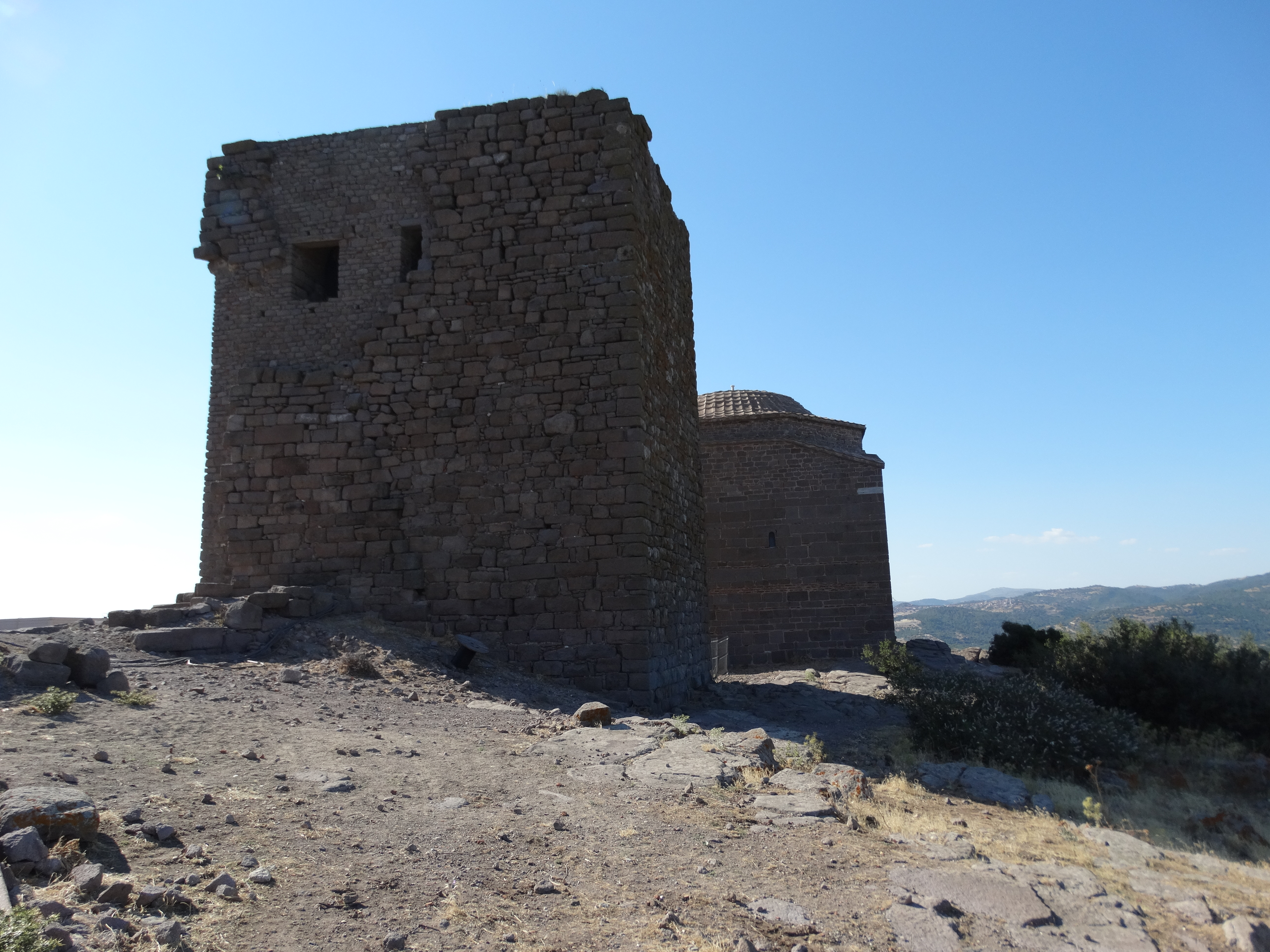